# SAS Épinal
Der SAS Épinal, mit vollem Namen Stade Athlétique Spinalien, ist ein französischer Fußballverein aus der an der oberen Mosel gelegenen Gemeinde Épinal, der Hauptstadt des Départements Vosges. Spinalien ist das Adjektiv zu Épinal.
Seine Vereinsfarben sind Gelb und Blau, seine Ligamannschaft spielt im Stade de La Colombière, das heute nur noch Platz für 7.200 Zuschauer bietet. Klubpräsident ist Yves Bailly; die erste Mannschaft wird derzeit von Fabien Tissot trainiert. In der Saison 2022/23 spielt SAS in der vierten Liga.

## Geschichte
Der Verein ist 1946 aus der Fusion von Stade Saint-Michel (gegründet 1918) und Athlétique Club Spinalien (gegründet 1928) hervorgegangen und nannte sich Stade Athlétic d’Épinal. 1998 ging der damalige Drittligist in Konkurs und wurde unter seinem heutigen Namen wiedergegründet.

## Ligazugehörigkeit und Erfolge
In der höchsten Liga (Division 1, 2002 in Ligue 1 umbenannt) hat der Klub bisher noch nie gespielt. Allerdings hat er während der bisher zehn Jahre, in denen er in der zweithöchsten Spielklasse vertreten war (1974–1979, 1990–1993 und 1995–1997), schon Profistatus besessen.
Im französischen Pokalwettbewerb standen die Spinaliens nach dem Zweiten Weltkrieg häufiger in der landesweiten Hauptrunde. Sechs Mal davon (1955/56, 1989/90, 1992/93, 1997/98, 2012/13 und 2017/18) erreichten sie darin das Sechzehntelfinale, in dem sie dann jeweils ausschieden. 2019/20 allerdings stieß die in der vierten Liga (National 2) spielende Mannschaft sogar bis in die Runde der letzten acht vor.

## Bekannte ehemalige Spieler und Trainer
- Christophe Diedhiou
- Famara Diédhiou
- Radu Florian
- Charles-Elie Laprevotte
- Pierre Pleimelding
- Georg Tripp

## Fans
Der 1989 gegründete Fanclub Allez Le SAS 89 ist die älteste Fangruppe des Vereins. Seit 2014 belebt eine Ultra-Gruppe die heimische Wassmer-Tribüne und begleitet die Mannschaft auch zu Auswärtsspielen.